# خاي بريسكو
خاي بريسكو (بالإنجليزية: Khai Brisco)‏ هو لاعب كرة قدم أمريكي في مركز الدفاع، ولد في 8 نوفمبر 2000 في رينتون في الولايات المتحدة. لعب مع تاكوما ديفنس وسياتل ساوندرز.